# Вімблдонський турнір 1974
Вімблдонський турнір 1974 проходив з 24 червня по 6 липня 1974 року на кортах Всеанглійського клубу лаун-тенісу і крокету в передмісті Лондона Вімблдоні. Це був 88-ий Вімблдонський чемпіонат, а також другий турнір Великого шолома з початку року.

## Огляд подій та досягнень
Переможці як чоловічого одиночного турніру, так і жіночого, Джиммі Коннорс та Кріс Еверт виграли Вімблдон уперше, для обох це була друга перемога в турнірах Великого шолома.

## Результати фінальних матчів

### Дорослі
| Одиночний розряд. Джентльмени Детальніше |                            |               |
| Джиммі Коннорс                           | Кен Роузволл               | 6–1, 6–1, 6–4 |
|                                          |                            |               |
| Одиночний розряд. Леді Детальніше        |                            |               |
| Кріс Еверт                               | Ольга Морозова             | 6–0, 6–4      |
|                                          |                            |               |
| Парний розряд. Джентльмени Детальніше    |                            |               |
| Джон Ньюкомб Тоні Роч                    | Боб Лутц Стен Сміт         | 8–6, 6–4, 6–4 |
|                                          |                            |               |
| Парний розряд. Леді Детальніше           |                            |               |
| Івонн Гулагонг Пеггі Мічел               | Гелен Гурлей Карен Кранцке | 2–6, 6–4, 6–3 |
|                                          |                            |               |
| Мікст Детальніше                         |                            |               |
| Овен Девідсон Біллі Джин Кінг            | Марк Фаррелл Леслі Чарлз   | 6–3, 9–7      |
|                                          |                            |               |

### Юніори
| Одиночний розряд. Хлопці  |                    |          |
| Біллі Мартін              | Ашок Амрітрадж     | 6–2, 6–1 |
|                           |                    |          |
| Одиночний розряд. Дівчата |                    |          |
| Міма Яушовець             | Маріана Сіміонеску | 7–5, 6–4 |
|                           |                    |          |

## Виноски
1. ↑  Gentlemen's Singles Finals 1877-2017. wimbledon.com. Вімблдонський турнір. Архів оригіналу за 15 лютого 2018. Процитовано 22 липня 2017.
2. ↑  Ladies' Singles Finals 1884-2017. wimbledon.com. Вімблдонський турнір. Архів оригіналу за 15 липня 2018. Процитовано 22 липня 2017.
3. ↑  Gentlemen's Doubles Finals 1884-2017. wimbledon.com. Вімблдонський турнір. Архів оригіналу за 14 жовтня 2017. Процитовано 22 липня 2017.
4. ↑  Ladies' Doubles Finals 1913-2017. wimbledon.com. Вімблдонський турнір. Архів оригіналу за 15 липня 2018. Процитовано 22 липня 2017.
5. ↑  Mixed Doubles Finals 1913-2017. wimbledon.com. Вімблдонський турнір. Архів оригіналу за 10 вересня 2017. Процитовано 22 липня 2017.
6. ↑  Boys' Singles Finals 1947-2017. wimbledon.com. Вімблдонський турнір. Архів оригіналу за 13 серпня 2017. Процитовано 13 серпня 2017.
7. ↑  Girls' Singles Finals 1947-2017. wimbledon.com. Вімблдонський турнір. Архів оригіналу за 14 червня 2018. Процитовано 13 серпня 2017.